# Zbigniew Ślusarski

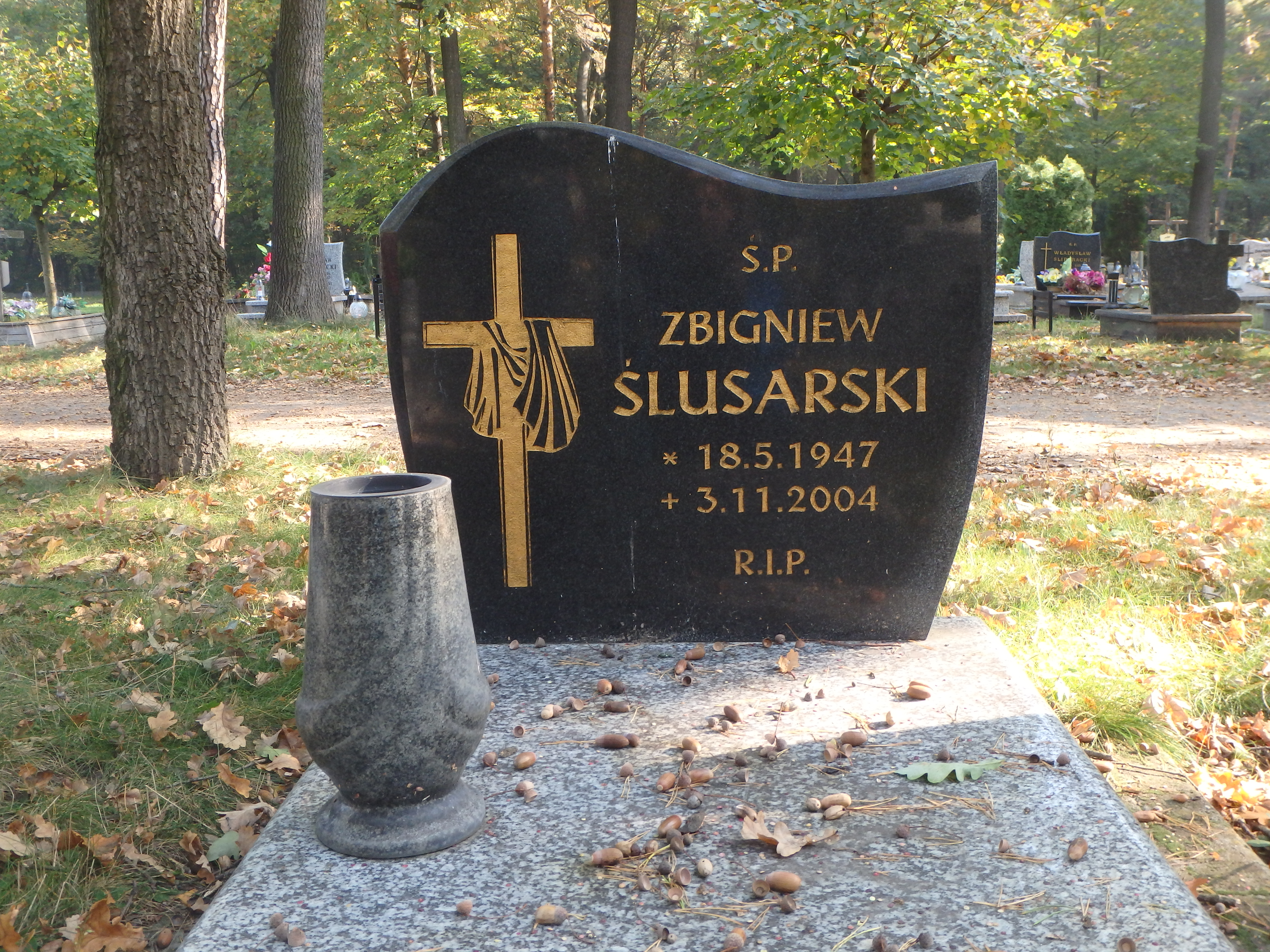
Nagrobek Zbigniewa Ślusarskiego na Cmentarzu Lipowym w Gliwicach

Zbigniew Ślusarski (ur. 18 maja 1947 w Unisławiu Śląskim, zm. 4 listopada 2004 w Gliwicach) – polski wioślarz, medalista mistrzostw świata, uczestnik mistrzostw Europy, olimpijczyk z Montrealu 1976.
Zawodnik AZS Wrocław. 
Brązowy medalista mistrzostw świata w 1974 roku w dwójce bez sternika (partnerem był brat Alfons).
Uczestnik mistrzostw Europy w 1973 roku w Moskwie w dwójce bez sternika (partnerem był brat Alfons). Polska osada zajęła 5. miejsce.
Na igrzyskach olimpijskich w Montrealu zajął 11. miejsce w dwójce bez sternika (partnerem był brat Alfons).